# Месбах-Йезди, Мухаммад-Таги
Аятолла Мухаммад-Таги Месбах-Йезди (перс. محمد تقی مصباح یزدی‎) (31 января 1934 — 1 января 2021, Йезд, Иран) — иранский религиозный и политический деятель.
Родился в городе Йезд. Там же получил шестилетнее общее образование и четырёхлетнее религиозное образование.
В 1952—1960 годах изучал фикх (исламское право) в городе Кум. В числе его преподавателей были Рухолла Хомейни и Мухаммад Хусейн Табатабаи. Также его наставником был Аятолла Бахджат.
Считается одним из самых консервативных религиозных деятелей Ирана. Был в оппозиции президенту Мохаммаду Хатами. Поддерживал Махмуда Ахмадинежада.
Автор большого числа работ по исламскому праву, толкованию Корана и другим вопросам ислама. Основатель и директор Учебно-Исследовательского Института Имама Хомейни в Куме.
Член Совета экспертов Ирана.